# کمیته حسابرسی

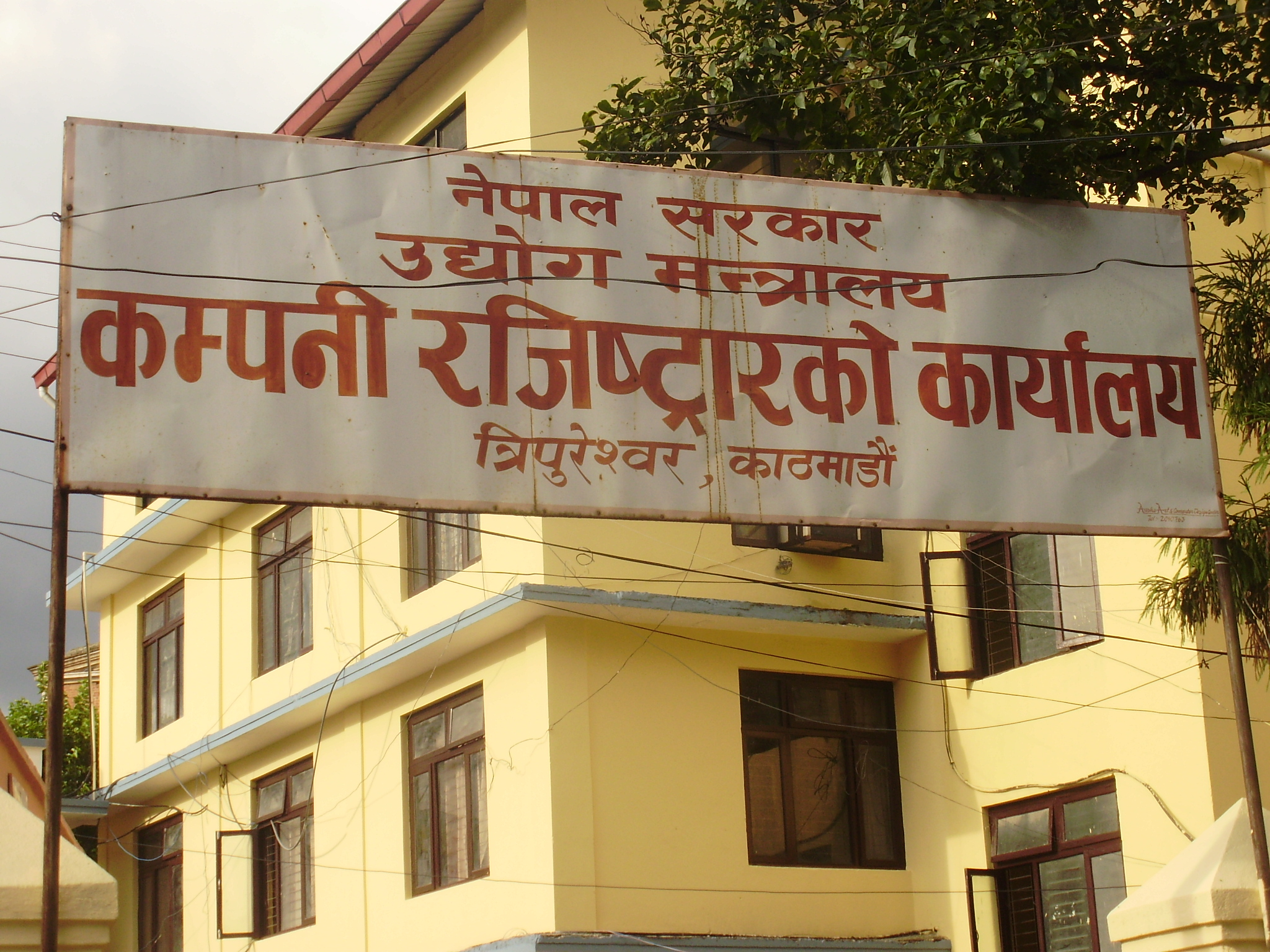
دفتر ثبت در نپال ۲۰۱۳

کمیته‌های حسابرسی، از هنگام شکل یافتن خود در اوایل دهه ۱۹۴۰ تا کنون، نقش مهمی در راهبری شرکت‌های سهامی داشته‌اند؛ و اهمیت کمک‌هایی که کرده‌اند، در سال‌های اخیر مشهود تر است. کمیته‌های حسابرسی را محافظان سازمانی می‌دانند که؛ برای صادقانه بودن وضعیت مالی شرکت‌های سهامی عام، اطمینان بخشی می‌کنند. از دیدگاه قانون، سازمان‌های دولتی این قدرت را دارند که برای صادر کنندگان اوراق بهادار، یعنی بازارهای سهام، مقرراتی را وضع کنند و کمیسیون بورس و اوراق بهادار آمریکا (SEC)، در تأسیس و نظارت بر کمیته حسابرسی شرکت‌های سهامی عام، از آغاز شکل‌گیری آنها، مشارکتی مؤثر داشته‌است.
هر چند، بازارهای سهام، خود به عنوان مؤسساتی خود کنترلی Self- Regulatory، در شکل گرفتن جزئیات مقرراتی که SEC اجبار کرده بود و کمیته‌های حسابرسی نیز باید از آن‌ها پیروی می‌کردند، نقش مؤثری داشته‌اند، با این حال، صرفنظر از آن الزامات قانونی و مقرراتی، مجموعه‌ای از بهترین اقدامات که حاصل تلاش مشترک رهبران حرفه‌هایی، نظیر حقوق، سرمایه‌گذاری، و حسابرسی بودند نیز بسیار اثربخش بودند.
حرفه حسابداری عمومی از طریق انجمن حسابداران خبره آمریکا AICPA نیز فعالیت‌های حمایتی طولانی از نیاز به نقش پراهمیت کمیته‌های حسابرسی داشته‌است. به دلیل شدت تأکیدهای اعمال شده بر راهبری شرکت‌های سهامی در هزاره قبلی به ویژه آن شرکتهایی که توسط عموم در آن‌ها سرمایه‌گذاری شده بود، کمیته‌های حسابرسی در بسیاری از سازمان‌های غیرانتفاعی وضعیت ویژه‌ای یافته و توجهات بیشتری را به خود جلب نموده‌اند و نفوذ تأثیر آن‌ها در سازمان‌ها با این روند مطابق بوده‌است.

## رویدادهای ابتدایی
بازار بورس نیویورک بازار بورس نیویورک در اوایل سال ۱۹۴۰ پیشنهاد تشکیل کمیته‌های حسابرسی از اعضای غیر موظف یا مستقل هیئت مدیره را به SEC دارد و SEC نیز با آن موافقت نمود. در آن زمان مسئولیت‌های پیش‌بینی شده برای کمیته‌های حسابرسی بسیار اندک بوده و اساساً محدود به انتصابات و بکارگیری حسابرسان بیرونی (مستقل) و هماهنگ نمودن برخی از اقدامات کار حسابرسی آن‌ها می‌شد. انجمن حسابداران خبره آمریکا AICPA نیز در بحث‌های نیاز به کمیته‌های حسابرسی فعال بود و در سال ۱۹۶۷ با انتشار یک بیانیه عمومی توصیه کرد که شرکت‌های سهامی عام کمیته‌های حسابرسی متشکل از اعضای هیئت مدیره بیرونی (غیر موظف) تشکیل دهند.
در سال ۱۹۷۴، SEC الزام کرد که شرکت‌های سهامی عام در آن زمان در بیانیه نمایندگی خود، وجود و ترکیب کمیته‌های حسابرسی را افشاء نمایند. بازار بورس نیویورک (NYSE) تقریباً در همان زمان پیش‌نویسی صادر کرد که به صورت اکید توصیه تشکیل کمیته‌های حسابرسی را برای تمامی شرکت‌های پذیرفته شده داده بود.
در اواخر دهه ۱۹۷۰ میلادی چندین رویداد باعث فراگیر شدن این بحث شد، هیآت مختص کمیته‌های حسابرسی AICPA حمایت پیشین خود از تأسیس کمیته‌های حسابرسی که اعضای آن تماماً از اعضای هیئت مدیره مستقل باشند را مجدداً مطرح نمود. در اواخر سال ۱۹۷۷ بازار بورس نیویورک(NYSE) فهرستی از الزاماتی که در آن همه شرکت‌های پذیرفته شده در بورس موظف به تشکیل یک کمیته حسابرسی متشکل از اعضای هیئت مدیره مستقل و غیر موظف، شدند را منتشر نمود تا این شرکت‌ها بتوانند جزء شرکت‌های پذیرفته شده در بورس باقی بمانند. SEC در تکمیل این طرح نقش بسیار مهمی ایفا کرد.
در سال 1978,(NYSE) الزامات جداگانه‌ای را برای اعضای کمیته حسابرسی منتشر نمود.
کمیته‌های حسابرسی باید صرفاً از اعضای هیئت مدیره‌ای تشکیل می‌شد که مستقل از مدیریت بوده و فاقد هر گونه ارتباطی که بتواند قضاوت در مستقل بودن آنهارا به عنوان اعضای کمیته حسابرسی، خدشه دار نماید، باشند. تقریباً در همان دوران، بازار بورس آمریکا ASE توصیه‌ای غیر اجباری به تمامی شرکت‌های پذیرفته شده خود کرد که تمام آن‌ها نسبت به تشکیل کمیته حسابرسی اقدام نمایند. بازار بورس انجمن ملی مبادله کنندگان اوراق بهادار نزدک نیز در سال ۱۹۸۹الزاماتی برای کمیته حسابرسی تعیین نمود.
باید توجه کرد که در دهه ۱۹۷۰ نفوذ و تأثیر اعضای غیر موظف یا مستقل هیئت مدیره اساسآ کمتر از آن چیزی که در سال‌های اخیر شاهد آن هستیم، بود. این ایده که کارکرد اصلی هیئت مدیره ایجاد منافع برای مالکان سهام می‌باشد، حاکم نبود؛ بنابراین اعضای کمیته حسابرسی احتمالاً صرفآ اعضای مستقل هیئت مدیره بودند. در بسیاری از نمونه‌ها حتی کل استقلال کمیته حسابرسی از مدیریت، بیشتر شبیه یک هدف بود تا واقعیت.
در سال ۱۹۷۸ حمایت دیرهنگامی از مفهوم کمیته حسابرسی در شرکت‌های سهامی عام توسط حرفه حقوق و به واسطه کتاب راهنمای اعضای هیئت مدیره شرکت‌های سهامی (Corporate director's Guide book) که به وسیله انجمن حقوق دانان آمریکا ABA منتشر گردیده، به عمل آمد. دو سال بعد کمیته قوانین شرکت‌های سهامی انجمن حقوقدانان ABA توصیه‌های ویژه‌ای را برای عضویت، مسئولیت‌ها و تعهدات احتمالی کمیته‌های حسابرسی و اعضای آن منتشر نمود.

## قوانین و مقررات SEC و مؤسسات بخش خصوصی
SEC به حمایت خود از کمیته‌های مستقل حسابرسی در طی دهه ۱۹۷۰ میلادی ادامه داد و از موضوعات مرتبط به پاسخگویی شرکتی و همچنین کفایت کنترل‌های داخلی در شرکت‌های سهامی آمریکا و پشتیبانی کرد. SEC «اهمیت اینکه یک کمیته حسابرسی مستقل در کارکرد مناسب شرکت‌های سهامی مؤثر است را مورد تأکید قرار داد.»
طبق قوانین اوراق بهادار تعریف فعلی کمیته حسابرسی به این شکل می‌باشد:
1. یک کمیته (یا یک مجموعه معادل آن) که در درون یک هیئت مدیره صادرکننده اوراق بهادار شکل می‌گیرد و اعضای آن صرفاً اعضای هیئت مدیره می‌باشند. هدف آن نظارت و سرپرستی فرایندهای گزارشگری مالی و حسابداری صادرکننده (اوراق بهادار) و نظارت بر حسابرسی صورتهای مالی آن می‌باشد.
2. چنانچه صادرکننده کمیته‌ای نداشته باشد، آنگاه مجموعه هیئت مدیره (این وظایف را بعهده) خواهند داشت.

در اواخر دهه ۱۹۷۰ میلادی، تلاش‌هایی انجام شد تا افشای بیشتر کفایت کنترل‌های داخلی و عملکرد کمیته حسابرسی را الزام کنند لیکن در جذب حمایت عمومی ناکام ماند. تلاش نهایی و مهمتر، مدیریت را الزام کرد تا نسبت به افشای ارزیابی و گزارش اثربخشی سیستم‌های کنترل داخلی و همچنین واکنش‌های مدیریت به توصیه‌های کنترل‌های داخلی که توسط حسابرسان داخلی و حسابرسان بیرونی انجام شده بودند برای عموم اقدام نماید.
تشکیل «کمیسیون گزارشگری متقلبانه» در سال ۱۹۸۵ که همچنین همنام رئیس هیئت مدیره آن به کمیسیون «تردوی» معروف گردید، باعث گردید که توجه استفاده کنندگان، تهیه کنندگان، حسابرسان و قانونگذاران صورتهای مالی و عموم مردم به کمیته‌های حسابرسی جلب گردد. گزارش «تردوی» نشان داد که چگونه کمیته حسابرسی می‌توانست از گزارشگری متقلبانه صورتهای مالی جلوگیری یا آن را شناسایی نماید و حاوی ۱۱ توصیه ویژه دربارهٔ چگونگی تشکیل و وظایف آن از جمله توصیه‌هایی که دربارهٔ ارزیابی مدیریت از کنترل‌های داخلی بود. توصیه‌های تردوی شامل موضوعاتی نظیر این بود که کمیته حسابرسی باید:
1. مراقب و آگاه باشد.
2. مسئولیت‌ها و وظایف خود را در یک منشور۷، مکتوب نماید؛ و
3. دارای منابع و اختیارات کافی برای ایفای مسئولیت‌هایش باشد.

رهنمودهای دیگری به غیر از گزارش «تردوی»، حاوی توصیه‌های زیر بودند که کمیته‌های حسابرسی باید:
1. کمتر از ۳ عضو نداشته باشد.
2. جلسات خصوصی با حسابرسان داخلی و حسابرسان بیرونی تشکیل دهند.
3. به کل هیئت مدیره گزارش دهند.
4. در جلسات خود از مشاوران شرکت یا مشاوران بیرونی استفاده نمایند.
5. دانش کافی از طرح‌ها و برنامه‌های حسابرسان بیرونی داشته باشند.
6. الزام به آگاهی از پردازش اطلاعات الکترونیکی و بررسی اقدامات ایمنی داشته باشند.
7. کنترل استفاده از سایر حسابرسان به علاوه حسابرسان اصلی را به عهده داشته باشند.
8. نظارت و سرپرستی بر نواحی حساسی، مانند هزینه‌ها و خریدهای مدیران داشته باشند.
9. بر تمامی نواحی مورد نیاز به توجه، نظارت و سرپرستی داشته باشند.

طبق توصیه‌های کمیسیون تردوی در سال ۱۹۸۹ بازار بورس (Nasdaq) شرکت‌های پذیرفته شده خود را الزام کرد که تا نسبت به تعیین و حفظ کمیته‌های حسابرسی با اکثریت اعضای مستقل آن، اقدام نمایند.
پس از چندین سال بحث و توجه، انجمن حقوق آمریکا، سازمانی متشکل از قضات، وکلا و دانشگاه‌های حقوق، در سال ۱۹۹۲ «اصول حاکمیت شرکتی، تحلیل‌ها و توصیه ها» را مورد پذیرش قرارداد اما در سال ۱۹۹۴ آن را منتشر کرد. این مجموعه دو جلدی شامل توصیه‌هایی در وظایف اعضای هیئت مدیره به عنوان یک مجموعه بود.
در سال ۱۹۹۶ با تصمیم دادگاهی در ایالت دلاویر اصل زیر تصویب رسید:
«تعهدات یک عضو هیأت مدیره شامل وظیفه وی اطمینان بخشی به اینکه سیستم گزارشگری و اطلاعاتی شرکت، که هیأت مدیره در آن مشارکت کافی دارد، برقرار بوده و کوتاهی در اجرای آن تحت برخی شرایط، ممکن است حداقل در تئوری باعث تعهد اعضای هیأت مدیره برای جبران خسارت‌های ناشی از عدم رعایت استانداردهای قانونی کاربردی، گردد.»
این تصمیم به این دلیل که کمیته‌های حسابرسی معمولاً بر جمع‌آوری اطلاعات سازمان و کارکرد افشای اطلاعاتی نظیر ارتباطات با حسابرسان داخلی و حسابرسان بیرونی، نظارت و سرپرستی دارند، از جمله مهم‌ترین وظایف بود.

## مقررات ناشی از تخلفات بانکی
یکی از اجبارهای اعمال شده برای توسعه کمیته‌های حسابرسی به دلیل تخلفات بانکی در اواخر دهه ۱۹۸۰ میلادی بود. مطالعه انجام شده توسط اداره حسابداری عمومی آمریکا دیوان محاسبات (آمریکا) در مشکلات و کوتاهی‌های بانکی، نشان داد که کمیته‌های حسابرسی حتی بزرگترین بانک‌ها نیز به اندازه کافی استقلال نداشته و فاقد تجربیات کافی برای انجام مسئولیت‌های خود بودند و نتایج ارزیابی عملیات کلیدی بانک را دریافت نمی‌کردند. (GAO) تقویت نقش کمیته‌های حسابرسی را در بانک‌ها و مؤسسات مالی پس‌انداز و بیمه‌ای توصیه کرد.
بسیاری از توصیه‌های GAO در دسامبر سال ۱۹۹۱ به عنوان پیش‌نویس قانون " بهبود شرکت‌های سهامی بیمه سرمایه‌گذار فدرال FDICIA مورد تصویب قرار گرفت. براساس این قانون لازم بود تا مدیریت مؤسسات بیمه فعالیت‌های خود را که برای نگهداری مؤثر کنترل‌های داخلی بر گزارشگری مالی، محافظت از دارائی‌ها و رعایت قوانین مربوطه، طراحی شده بودند را افزایش دهد. حسابرسان بیرونی می‌بایست اظهار نظر و تأیید کتبی گزارش مدیریت را ارائه می‌کردند. این الزام پیش نیاز الزامات قانون ساربنز اکسلی SOX گردید. در نتیجه این افزایش بذای تأکید بر کمیته‌های حسابرسی، از مؤسسات بیمه خواسته شد تا سطح نظارت خود را بر گزارشگری مالی، کنترل‌های داخلی و حسابرسان داخلی و حسابرسان بیرونی مؤسسات مالی بیمه‌ای، را افزایش دهند.

## تصمیمات و طرح‌های بازار سهام
در اواخر سال ۱۹۸۸، یکی دیگر از رویدادهای مهم که بر کمیته حسابرسی اثر داشت، رخ داد. SEC باور کرد که کیفیت و نظارت‌های مربوطه به گزارشگری مالی شرکت‌های سهامی نیازمند یک بررسی جامع قابل ملاحظه و به روزرسانی می‌باشند. در نتیجه کمیته‌ای توسط بازار بورس نیویورک و بازار سهام (Nasdaq) تشکیل گردید. با استفاده از روش اعمال سرعت، کمیته در فوریه سال ۱۹۹۹ گزارش خود را با ۱۰ توصیه اصلی، منتشر کرد.
گزارش و توصیه‌های کمیته در بهبود اثر بخشی کمیته‌های حسابرسی شرکت‌های سهامی (Blue Ribbon Committee rapt) بر نیاز به استقلال جمعی و دانش مالی تمامی اعضای کمیته حسابرسی و همچنین بر مزایای منشور (Charter) ۸ مکتوب رسمی برای کمیته‌های حسابرسی، تأکید می‌کرد. این گزارش همچنین حاوی تعدادی از بهترین اقدامات برای ارتباطات کمیته حسابرسی با مؤسسات حسابرسی بیرونی و توصیه‌های ویژه‌ای در ارتباط متقابل بین مؤسسات حسابرسی و کمیته بوده و همچنین از طریق استانداردهای حسابرسی (AICPA) که بعداً در سال ۱۹۹۹ و اوایل سال ۲۰۰۰ منتشر گردید، قرار داده شدند.
در مقررات منتشر شده توسط SEC و AICPA در بکارگیری گزارش آن کمیته (Blue Ribbon Committee rapt) حسابرسان بیرونی به نحوی هدایت شدند که پاسخگویی اساسی در کمیته حسابرسی داشته باشند و آن‌ها با اطلاعاتی که می‌تواند گفتگویی داوطلبانه از قضاوت‌های حسابداری که توسط مدیریت انجام گردیده‌اند و در صورت‌های مالی منعکس گردیده‌اند، مهیا گردند و همچنین لازم است که مدیریت اطلاعات بیشتری را در ارتباط با ارزیابی خود از ساختار ریسک و کنترل‌های شرکت، برای کمیته فراهم نماید و اطلاعات کمکی در ارتباط با محتویات صورتهای مالی دوره‌ای نیز ارائه گردد.
تصمیمات دیگری که از گزارش منتج گردید باعث شد ۴ الزام دیگر برای شرکت‌های سهامی ایجاد گردد:
1. بیانیه نمایندگی می‌بایست حاوی گزارش سالیانه فعالیت‌های کمیته حسابرسی باشد.
2. بیانیه نمایندگی می‌بایست حاوی منشور کمیته حسابرسی حداقل هر ۳ سال یکبار در صورت اعمال تغییرات با مدت کوتاه‌تر باشد.
3. حسابرسان بیرونی باید در انجام بررسی رسمی جاری صورتهای مالی میان دوره‌ای ۳ ماهه وارد شوند.
4. بیانیه نمایندگی باید حاوی تغییرات در جمع حق‌الزحمه پرداخت شده به حسابرسان بیرونی در خدمات حسابرسی مالیاتی یا سایر خدمات دیگر باشند.

الزامات افشای حق‌الزحمه باعث جلوگیری از بسیاری از رویدادها (قبل از سال ۲۰۰۲) که در آن حسابرسی بیرونی برای ارائه خدمات مشاوره یا مبالغی به خوبی آگاهی داشتند که ارائه خدمات مشاوره‌ای به مشتریان بسیار پر منفعت تر از حسابرسی صورت‌های مالی معمول بود، حق‌الزحمه‌های زیاد برای خدمات غیر حسابرسی تهدیدی برای استقلال واقعی و حداقل برای ظاهراستقلال حسابرسان بیرونی ایجاد می‌کرد. موافقت عمومی برای این توصیه‌ها جلب گردید، اما در آن زمان مؤسسات حسابرسی بیرونی دربارهٔ این گونه محدودیت‌های قانونی بر مبالغ مشاوره‌ها که می‌توانست توسط مشتریان آن‌ها اعمال گردد مقاومت کردند.

## قانون ساربنز اکسلی
در سال‌های ابتدائی قرن بیست و یکم تعدادی تخلفات قانونی در موضوعات حسابداری و حسابرسی رخ دادند، از جمله آن‌ها تخلفات در Waste management، Enron، Health south، World com بودند. این تخلفات منجر به تصویب قانون ساربنز اکسلی (SOX)در سال ۲۰۰۲ گردید. این قانون بیشترین تغییرات قابل ملاحظه در راهبری (Governance) شرکت‌های سهامی عام پس از تصویب قوانین اواسط دهه ۱۹۳۰ داشت. یک اثر عمده این قانون تأسیس " هیئت نظارت بر حسابداری شرکت‌های عمومی PCAOB برای نظارت و پایش اقدامات حسابداری عمومی که مرتبط با شرکت‌های سهامی عام بودند، بود. یک وظیفه اصلی PCAOB بررسی دقیق اقدامات حسابرسی و کنترل کیفیت مؤسساتی که شرکت‌های سهامی عام را حسابرسی کرده بودند، بود
قانون ساربنز اکسلی همچنین عضوگیری حسابداران خبره عمومی را از AICPA سلب کرد، کارکردهای خود- راهبری حسابداران عمومی نظیر تنظیم قواعداخلاقی حرفه‌ای و استانداردهای حسابرسی و بررسی و بازرسی دقیق عملکرد مؤسسات برای برای اطمینان بخشی استفاده صحیح این استانداردها هم‌اکنون توسط (PCAOB) ارائه می‌گردند، مؤسسه‌ای دولتی و مستقل که زیر نظر SEC فعالیت می‌کند. بخش (g) ۲۰۱ قانون ساربنز اکسلی حسابرسان بیرونی را از انجام خدمات خاصی مانند تمامی خدمات حسابرسی داخلی و تقریباً تمامی خدمات مشاوره‌ای به شرکت‌های سهامی منع می‌کند. بخش (h) ۲۰۱ قانون ساربنز اکسلی الزام کرده‌است که کمیته‌های حسابرسی از پیش هرگونه خدمات مالیاتی یا خدمات غیر حسابرسی که حسابرسان بیرونی به مشتریان خود ارائه می‌کنند را به تأیید برساند.
قانون ساربنز اکسلی همچنین حاوی مواد قانونی است که شرکت‌های سهامی عام را الزام می‌کند تا اقدامات حاکمیتی خود را بهبود بخشند. بازارهای سهام قوانین ویژه‌ای را برای اجرای بندهای قانونی ایجاد کرده‌اند. این قوانین استقلال و داشتن شایستگی‌های مالی کمیته‌های حسابرسی را الزام کرده‌اند که شامل وجود دانش مالی برای تمامی اعضای و تجربیات مالی برای یک یا بیش از یکی از اعضاء می‌باشد. بخش ۳۰۲ و ۴۰۴ قانون ساربنز اکسلی مدیریت را الزام می‌کند تا کامل بودن، و صحیح بودن صورتهای مالی دوره‌ای و همچنین ارزیابی اثر بخشی اقدامات شرکت در کنترل‌های داخلی را اثبات کند.
سایر مواد قانونی ساربنز اکسلی شرکت‌ها را الزام می‌کنند تا مکانیزم‌های مورد اعتماد را برای امکان اینکه کارکنان بتوانند رویدادهای مالی مشکوک و غیرقانونی را به اطلاع کمیته حسابرسی برسانند، ایجاد نمایند و نسبت به تهیه و بکارگیری قواعد اخلاقی برای کارکنان ارشد مالی اقدام نمایند. (بازارهای بورس این ماده قانونی را به اعضای هیئت مدیره، مدیران و تمامی کارکان تسری داده‌اند)